# Jornal do Senado
Jornal do Senado ist eine politische Tageszeitung in Brasilien.
Sie erscheint weitgehend werktäglich. Ein kostenloses Abonnement ist online möglich, und sie wird kostenlos an verschiedenen öffentlichen Plätzen ausgelegt, etwa am Flughafen Brasília oder in einigen Regierungsgebäuden. Zudem ist sowohl ein online-Abruf der Zeitung als auch der Bezug einer elektronischen Version als online-Newsletter möglich.
Sie wird seit 1995 vom Senat herausgebracht und berichtet über politische Themen, insbesondere über Parlamentsdebatten, Regierungsaktivitäten, und Erklärungen und Initiativen von Abgeordneten.
Die Zeitung erscheint im Tabloidformat und umfasst in der Regel vier Seiten. Sie wird auf Recyclingpapier gedruckt und hat eine Auflage von 55.000 Stück. Die Redaktion besteht aus Journalisten der Finanz- und Pressestelle des Präsidialamtes (Presidência do Brasil), der Secretaria de Comunicação Social.